# Delad hemlighet
Inom kryptografi är en delad hemlighet data som endast är känd för de inblandade parterna inom en säker kommunikation, vilket vanligtvis hänvisar till en nyckeln för ett symmetriskt kryptosystem. Den delade hemligheten kan vara ett lösenord, en lösenfras, ett stort tal eller en lista av slumpmässigt valda bytes.
Den delade hemligheten kommer antingen att delas ut i förhand mellan parterna, som en statisk nyckel, eller skapas inför varje kommunikationssessionen med hjälp av ett nyckelavtalsprotokoll, till exempel med asymmetrisk-nyckelkryptografi som Diffie–Hellman eller med symmetrisk nyckelkryptografi som Kerberos.
Den delade hemligheten kan dels användas till autentisering med metoder som kontrollsvar, dels  användas som indata till en nyckelgenereringsfunktion för att producera en eller flera nycklar att använda för kryptering och/eller MACing av meddelanden.
För att generera unika sessions- och meddelandenycklar kombineras vanligtvis den delade hemligheten med en initialiseringsvektor(IV). 